# Mała Synagoga w Kraśniku

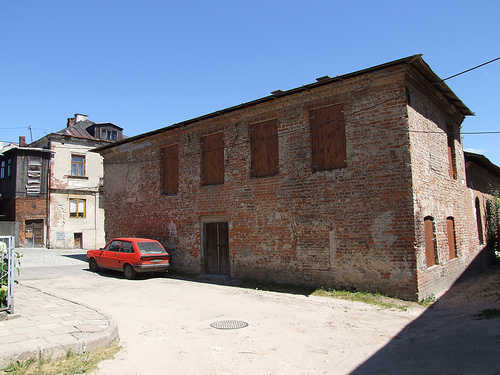
Synagoga

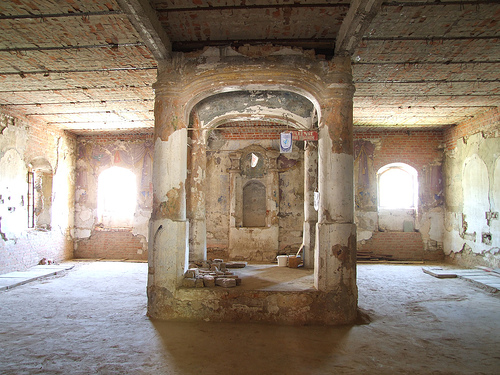
Wnętrze synagogi

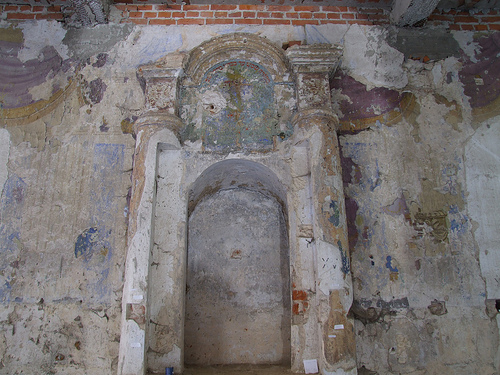
Aron ha-kodesz

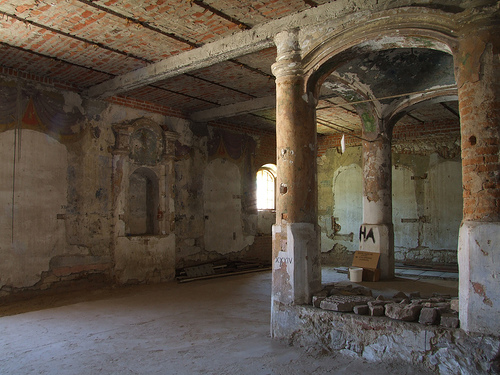
Wnętrze synagogi

Mała Synagoga w Kraśniku – synagoga znajdująca się w Kraśniku przy ulicy Bożniczej, usytuowana na północ od Wielkiej Synagogi.

## Historia
Synagoga została zbudowana w latach 1823–1857 (według innych źródeł w XVII wieku), jako bożnica dodatkowa dla Synagogi Wielkiej, zbyt małej, aby pomieścić wszystkich wiernych. W XIX wieku dobudowano do ściany zachodniej piętrową przybudówkę z przedsionkiem i domem kahalnym.
Podczas II wojny światowej synagoga została doszczętnie zdewastowana przez hitlerowców. Po wyzwoleniu w 1945 r. w zrujnowanym budynku urządzono magazyn. W 1948 r. został odremontowany i przeznaczony na punkt skupu, a w 1966 roku dokonano częściowej przebudowy, zamurowując część okien. Pod koniec lat 70. w obu synagogach planowano urządzić hotel i gospodę, jednak wobec braku funduszy zrezygnowano z tego zamiaru. Od 1986 r. w synagodze trwają prace renowacyjne.
We wrześniu 2005 r. synagoga stała się własnością Fundacji Ochrony Dziedzictwa Żydowskiego, która uporządkowała obiekt, wywiozła gruz oraz zabezpieczyła dach. Obecnie synagoga jest udostępniona zwiedzającym, a cały dochód z biletów przeznaczony jest na remont.
W czerwcu 2006 r. zostały wykonane prace zabezpieczające w synagodze. Uporządkowano teren wokół budynku, zabezpieczono otwory okienne i drzwiowe, zabezpieczono kanały ciepłownicze wewnątrz obiektu oraz szczególnie niebezpieczne przejścia wewnątrz budynku.
Po porozumieniu z 5 marca 2007 r. pomiędzy Fundacją Ochrony Dziedzictwa Żydowskiego, która jest właścicielką synagogi, a burmistrzem Kraśnika Piotrem Czubińskim, w synagodze w przyszłości ma się znajdować biblioteka, medioteka oraz sala konferencyjna.
15 grudnia 2007 r. Fundacja Ochrony Dziedzictwa Żydowskiego jako właściciel zakończyła prace nad przygotowaniem pierwszej części dokumentacji technicznej zespołu synagogalnego, zrealizowane dzięki wsparciu Ministerstwa Kultury i Dziedzictwa Narodowego w ramach projektu „Nasze wielokulturowe centrum Kraśnik – przygotowanie dokumentacji umożliwiającej rewitalizację kompleksu synagogalnego w Kraśniku na cele kultury”.
14 maja 2014 r. zostały zakończone i odebrane przez wojewódzkiego konserwatora zabytków prace związane m.in. z montażem 22 okien w małej synagodze, sfinansowane ze środków własnych FODŻ.

## Architektura
Murowany budynek synagogi wzniesiono na planie prostokąta o wymiarach 19,5 na 22 metry, z jednokondygnacyjną główną salą modlitewną od północnego zachodu i nieco wyższą częścią dwukondygnacyjną od południowego wschodu, mieszczącą przedsionek, a nad nim, na piętrze babiniec. Całość przykryta jest dachem czterospadowym i opieta szkarpami.
Główna sala modlitewna przykryta jest sklepieniem dziewięciopolowym, które na środku wspierają cztery, XVIII-wieczne, grube filary, połączone archiwoltami, między którymi pierwotnie stała bima. Na ścianie wschodniej zachował się murowany Aron ha-kodesz ujęty dwiema półkolumnami, który wieńczy malowidło przedstawiające słońce wśród chmur wraz z hebrajską inskrypcją: „Od wschodu słońca aż po zachód jego niech imię Haszem będzie pochwalone” (Ps 113,3). Całość ujęta została w iluzjonistyczne obramienie w postaci fioletowej kotary z pierwszej połowy XIX wieku. Podobną dekorację powtarzano w co najmniej dwu z czterech kolejnych przemalowań.
Na osi sklepienia znajduje się polichromia przedstawiająca orła trzymającego w dziobie etrog, a w szponach lulaw oraz we wschodniej partii sufitu, przed szafą ołtarzową dwa szofary przy zniszczonym tondzie. Wewnątrz synagogi składowane są pozostałości macew, które pochodziły z kraśnickich cmentarzy żydowskich.

## Galeria

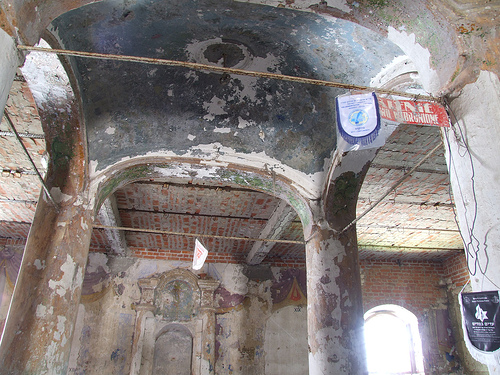
Sklepienie bimy
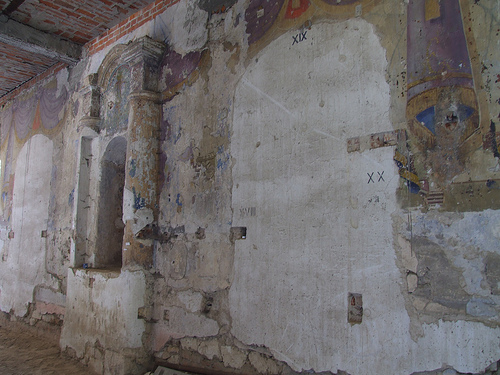
Ściana wschodnia
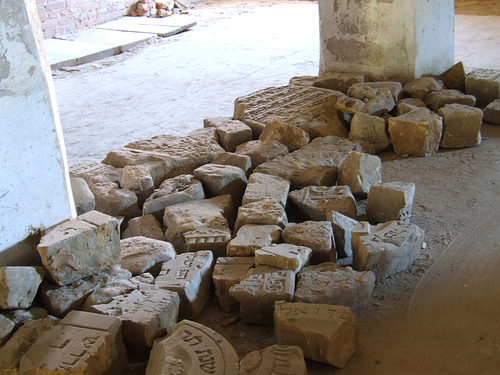
Macewy
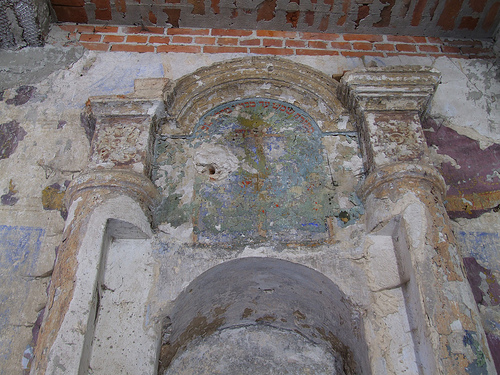
Zwieńczenie Aron ha-kodesz